# Enrico Ferrari
Enrico Ferrari (Modena, 27 maggio 1887 – Roma, 12 gennaio 1969) è stato un politico italiano.

## Biografia
Entrato giovanissimo nelle file del Partito Socialista Italiano divenne animatore ed organizzatore del movimento operaio in Emilia-Romagna. Fu a capo del Sindacato tipografi di Modena e di altre organizzazioni sindacali. Segretario delle Camere del Lavoro di San Felice sul Panaro, Carpi, Modena, Roma e Forlì, diresse i giornali di Modena "Domani" e "Lotta di classe".
Deputato al Parlamento nella XXV e XXVII, venne più volte arrestato e duramente perseguitato durante il periodo fascista. Confinato a Lipari e San Nicola delle Tremiti, venne processato dal Tribunale speciale assieme ad Antonio Gramsci, Umberto Terracini, Mauro Scoccimarro, Giovanni Roveda, Rosolino Ferragni, Igino Borin, Gino Alfani, Ezio Riboldi ed altri dirigenti comunisti. Fu condannato ad oltre 15 anni di reclusione e all'interdizione perpetua dai pubblici uffici. Prorogatagli la libertà vigilata, nel 1937 fece domanda di grazia, che venne accolta nel 1939. Collaborò quindi a La Verità di Nicola Bombacci. 
Venne nominato Consultore Nazionale con D.L. 22 gennaio 1946 (Gazz. Uff. n.76 del 1946) ed assegnato alla Commissione del Lavoro e Previdenza sociale dal 22 gennaio 1946. Ricordiamo che la Consulta Nazionale Italiana fu un'assemblea provvisoria, istituita dopo la fine della seconda guerra mondiale con lo scopo di sostituire il regolare parlamento fino a quando non fosse stato possibile indire regolari elezioni politiche. Convocata dal governo di Ferruccio Parri (la prima riunione si tenne il 25 settembre 1945), fece le veci del Parlamento fino alle elezioni nazionali del 2 giugno 1946 quando vennero eletti i membri dell'Assemblea Costituente.
Enrico Ferrari in seguito non svolse più alcuna attività politica. Morì a Roma il 12 gennaio 1969.
Il Senato della Repubblica italiana, in data 28 febbraio 1974, ha dato approvazione ad un disegno di legge con il quale la Consulta Nazionale è riconosciuta quale legislatura della Repubblica. A tutti i componenti della Consulta vengono riconosciuti i diritti degli ex membri del Parlamento.